# Garmin Pay
Garmin PayはGARMIN社（ガーミン）が提供するスマートウォッチの決済サービス。
SuicaとVisaのタッチ決済に対応している。

## 概要
GARMIN社が提供する電子マネー決済システムである。対応したスマートウォッチとGarmin Connect Mobileアプリが必要。

## 沿革
- 2018年5月　　　利用開始（Visaのタッチ決済のみ）
- 2020年5月21日　Suica対応[3]

## Garmin Pay

### Suica
対応のスマートウォッチとGarmin Connect Mobileアプリが必要。
設定はアプリでできる。スマートウォッチ単体ではできない。
チャージはGoogle Payのアカウントを作成して、Garmin Connect Mobileアプリで行い、同時に1,000円支払うことでSuicaが発行できる。
以降は1円から1円単位で可能で、最大20,000円まで可能（ただし登録から1週間程度は5,000円未満までしかチャージできない）。
使用するにはスマートウォッチで専用項目を呼び出し、4桁のパスワードを入力して使用するか、
アプリでラピッドパス（優先して使う電子マネーの設定※デフォルトでONになっている）を設定するとかざすだけで利用できる。
登録できるSuicaは1枚だけ。Apple Payの様にカード型Suicaを取り込むことはできない。

### Visaのタッチ決済
対応のスマートウォッチとGarmin Connect Mobileアプリが必要。
設定はアプリでできる。スマートウォッチ単体ではできない。
使用するにはスマートウォッチで専用項目を呼び出し、4桁のパスワードを入力して使用する。ラピッドパスの設定はできない。
登録できるカードブランドは以下3社（2023年3月4日現在）で他社ブランドは登録できない。
- 三菱UFJ銀行【三菱UFJ-VISAデビット】
- PayPay銀行株式会社【Visaデビットカード】[7][8]
- ソニー銀行株式会社【Sony Bank WALLET】

登録できるカードは10枚まで。

### e-amusement pass/Aime
コナミアミューズメント社がアーケードゲームで提供している保存カードe-amusement pass
SEGA社がアーケードーゲームで提供している保存カードAime
を登録することができる。 ※2社とも公式に登録できる旨の記載はない
Suicaを登録している必要がある ※Visaのタッチ決済のみ登録している場合は使用できない。
（ラピッドパス設定がONならかざすだけで使用可）。

## 決済の仕方
スマートウォッチの画面側にNFC/FeliCaが搭載されており、読み取り機にかざすことで決済可、そのため手首を大きくひねる必要がある。
一部機種は画面側ではなくベゼルの12時側にNFC/FeliCaが搭載されおり、画面を上に向けたまま読み取り機にかざすことで決済可。手首を大きくひねる必要がない。

## 対応スマートウォッチ
全てGarminシリーズ（2023年3月4日現在）
- Enduro 2
- quatix 7 Sapphire

- Forerunner 955 Dual Power
- Forerunner 955
- Forerunner 255
- Forerunner 255 Music
- Forerunner 255S
- Forerunner 255S Music
- ForeAthlete 745

- Instinct 2 Dual Power ONE PIECE
- tactix 7 Pro Sapphire Dual Power
- Descent G1
- Descent G1 Dual Power

- Instinct 2 Dual Power
- Instinct 2 Dual Power Surf Edition
- Instinct 2 Dual Power Tactical Edition
- Instinct 2
- Instinct 2 Surf Edition
- Instinct 2S Dual Power
- Instinct 2S Dual Power Surf Edition
- Instinct 2S

- Venu 2 Plus

- fēnix 7X Sapphire Dual Power
- fēnix 7 Sapphire Dual Power
- fēnix 7
- fēnix 7S Sapphire Dual Power
- fēnix 7S

- epix
- Approach S62
- Enduro
- Descent Mk2i T1 Transmitter セット
- Descent Mk2S

- Venu 2/2S
- Venu Sq

- vívomove Style United Arrows Exclusive Black
- Descent Mk2
- Descent Mk2i

- fēnix 6X Pro Dual Power
- fēnix 6S Pro Dual Power
- fēnix 6 Pro Dual Power
- fēnix 6X Sapphire
- fēnix 6 Sapphire
- fēnix 6S Sapphire

- vívomove 3S/emmi
- quatix 6 Sapphire
- Legacy Hero Series
- Legacy Saga Series

- vívomove Luxe
- vívomove Style
- vívomove 3/3S
- vívoactive 4/4S

- Venu Sq 2 Music
- Venu Sq 2

- Instinct Crossover Dual Power
- vívomove Trend

- Forerunner 265S
- Forerunner 265
- Forerunner 965